# Крокодил філіппінський
Крокодил філіппінський (Crocodylus mindorensis) — представник роду Крокодил родини Справжні крокодили. Інша назва «міндоренський крокодил» за назвою острова Міндоро (Філіппіни). Деякий час його відносили до підвиду гребенястого крокодила або новогвінейського крокодила.

## Опис
Загальна довжина досягає 3 м. При цьому самці набагато більші за самиць. Морда широка, на спині є кістяні щитки-остеодерми. Зовні схожий на новогвінейського крокодила. Молоді особини мають золотаво-коричневе забарвлення, у дорослих воно стає з темними відтінками.

## Спосіб життя
Полюбляє прісноводні водойми, зокрема ставки, озера й болота. Живиться водними безхребетними й дрібними хребетними.
Будує кубло невеликих розмірів — 1,5 м завширшки та 0,5 м у висоту, в яке самка відкладає 7—20 яєць. Через 85 днів з'являються крокодилята. Самиця добре піклується про нащадків.

## Розповсюдження
Мешкає на Філіппінах: островах Бузуанга, Джолі, Лусон, Масбат, Мінданао, Міндоро, Негрос, Самар, архіпелазі Сулу.
У 1992 році популяція налічувала близько 1000 особин. У 1995 було достовірно відомо тільки про 100 дорослих особин. Натепер популяція оцінюється у 250 особин. Перебуває на межі зникнення через невеликий ареал й негативне ставлення місцевих жителів.